# Posavec (Radovljica, Slovenija)
Posavec je naselje u slovenskoj Općini Radovljici. Posavec se nalazi u pokrajini Gorenjskoj i statističkoj regiji Gorenjskoj. 

## Stanovništvo
Prema popisu stanovništva iz 2002. godine naselje je imalo 373 stanovnika.